# 菱田未奈美
もしかして
- 菱田未渚美

ではありませんか？